# Lionel Froissart
 (juillet 2022).
Si vous disposez d'ouvrages ou d'articles de référence ou si vous connaissez des sites web de qualité traitant du thème abordé ici, merci de compléter l'article en donnant les références utiles à sa vérifiabilité et en les liant à la section « Notes et références ».
Pour les articles homonymes, voir Froissart.

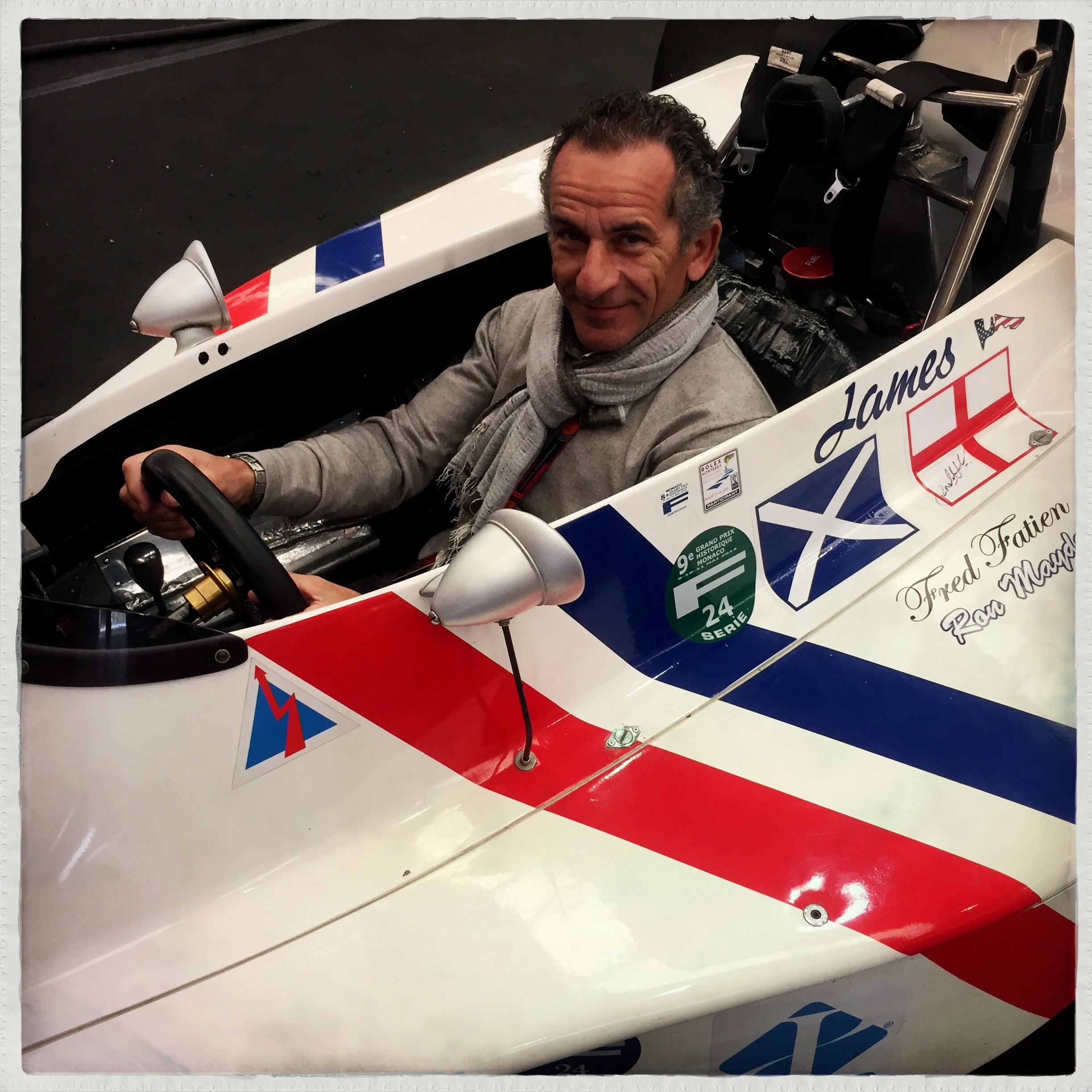
Lionel Froissart au GP du Mexique de F1 2015 dans une monoplace du GP historique.

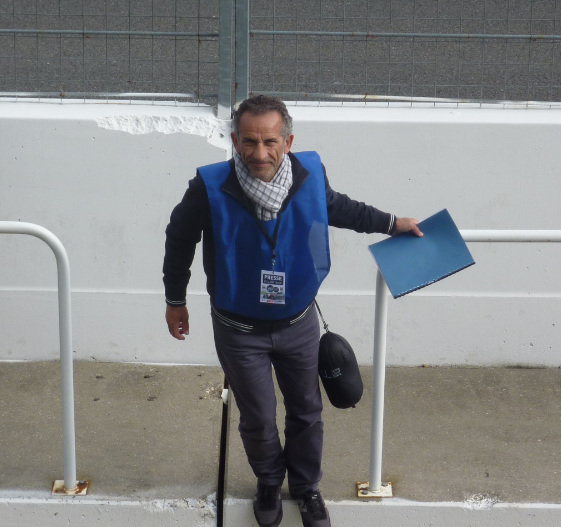
Lionel Froissart au Grand Prix automobile de Pau 2015.

Lionel Froissart, né le 17 juin 1958 à Paris, est un journaliste français spécialisé dans les sports automobiles. Il est l'auteur de nombreux ouvrages sur le monde de la Formule 1, notamment sur Ayrton Senna, Alain Prost et Lewis Hamilton.

## Biographie
Lionel Froissart a dix ans lorsqu'il assiste à son premier Grand Prix de Formule 1, le 7 juillet 1968. C'est la première victoire de Jacky Ickx au Grand Prix de France sur le circuit de Rouen-les-Essarts.
Il commence sa carrière de journaliste à Auto Hebdo en 1976 où il crée la rubrique karting. Il assure également le reportage photographique: Il immortalise quelques pilotes devenus célèbres dès leurs débuts en kart. Peu après il est chargé de couvrir les courses sur circuit en France. Dès 1981, il suit quelques Grands Prix de Formule 1 pour son magazine.
Entre 1978 et 1981, il est l’un des trois photographes officiels du Palace. 
En 1984, il consacre son année à suivre la saison de Formule 1 aux côtés du pilote français François Hesnault (Ligier). Cette même année, Ayrton Senna da Silva, que Lionel Froissart a rencontré à l'époque du karting, fait également ses débuts en F1.
En 1986, il est recruté par le journal Libération à la rubrique « Sports » où son travail l'amène à couvrir les Grands Prix de Formule 1. Il sera également commentateur des Grands Prix de F1 pour les chaînes TV Sport, Canal+ Horizons et TMC. Par la suite il devient responsable adjoint du service des sports à Libération. Il quitte le quotidien Libération le 6 janvier 2015, devenant journaliste indépendant.
Lionel Froissart est également spécialiste de tennis, de ski et de boxe, discipline à laquelle il a d'ailleurs consacré  son premier roman en 2007 intitulé Les boxeurs finissent mal... en général. Il y fait revivre, en douze chapitres comme autant de rounds, le destin de douze boxeurs à différentes époques du noble art. Cet ouvrage a été récompensé par le Prix Sport Scriptum le 26 novembre 2008.
De 2003 à 2012, il est l'un des chroniqueurs de l'émission d'Eurosport Auto Critiques, avant d'intégrer l'équipe de consultants de Canal+ pour l'émission «Les Spécialistes F1» lorsque la chaîne cryptée a obtenu les droits de retransmission du championnat du monde de Formule 1.
Lors du Grand Prix automobile d'Autriche 2022, intervenant sur la RTBF, il critique le pilote de l'écurie Aston Martin F1 Team Lance Stroll notamment en le traitant d' « autiste ». Il est congédié trois jours après cet incident.

## Blogs
À l'initiative du journal Libération et à l'occasion du début de la saison 2006 de Formule 1, il ouvre un blog consacré à la Formule 1, Bords de pistes, le 8 mars 2006. Il le ferme le 7 avril 2008.
Le 22 mai 2008, à l'occasion du Grand Prix de Monaco, il décide de relancer Bords de pistes de manière indépendante, avec une nouvelle interface. En décembre 2015, ce second blog est fermé par l'hébergeur.

## Ouvrages
Tous ses ouvrages ont été publiés en français et traitent principalement de la Formule 1. Il a également écrit un roman sur le thème de la boxe et deux ouvrages sur Ferrari. En 2024 est publié son troisième roman L'Icône immolée.
- Lionel Froissart, L'Icône immolée : Ayrton Senna - trente ans après la malédiction d'Imola, En Exergue Editions, coll. « La nuit d’avant », 2024, 192 p. (ISBN 1097469425, EAN 9791097469429, lire en ligne).
- Punto Basta, Éditions Héloïse d'Ormesson, 14 février 2021, 188 pages.
- Dossier (Michel Vaillant) Le circuit Paul Ricard, chez Graton - Dupuis  08/2020 (20 aout 2020)  93 pages  979-10-34751-00-6
- Avec Philippe Graton, Dossier Michel Vaillant : Alain Prost, Graton éditeur, 2010  (ISBN 978-2-8001-4799-4), 104 pages.
- Dans la roue de Lewis Hamilton, Calmann-Lévy, 2008  (ISBN 2-7021-3888-8)
- Les boxeurs finissent mal... en général, Editions Héloïse d'Ormesson, 2007  (ISBN 2-3508-7067-7), 304 pages
- Collectif ; avec Serge Airoldi, Jérôme Bureau et Dominique Grimault Les plus grands duels du sport, Tana, 2007  (ISBN 2-8456-7408-2), 221 pages
- Ferrari Pininfarina, Assouline, 2006  (ISBN 2-8432-3836-6), 80 pages
- Le mythe Ferrari, collection Les 50 plus belles histoires, Timée Éditions, 2006  (ISBN 2-9155-8635-7), 143 pages
- Formule 1, Assouline Champ, Assouline, 2004  (ISBN 2-8432-3004-7)
- Formule 1, Les moments inoubliables, Selection Reader's Digest, 2003  (ISBN 2-7098-1414-5), 166 pages
- Ayrton Senna, Croisements d'une vie, Éditions Anne Carrière, 2004  (ISBN 2-8433-7273-9)
- Dossiers Michel Vaillant : Ayrton Senna : Le feu sacré, photos de Raymond Depardon, Graton éditeur, 2002  (ISBN 2-8709-8051-5), 47 pages
- Ferrari, Mémoires, Assouline, 1997  (ISBN 2-8432-3003-9), 78 pages
- Ayrton Senna : Trajectoire d'un enfant gâté, Glénat, 1990  (ISBN 2-7234-1302-0)
- Prost-Senna : le défi, illustrations de Denis Bodart, La Sirène, 1993, 78 pages
- Alain Prost : Sur la piste d'une étoile, Glénat, 1992  (ISBN 2-7234-1584-8)

Entre 1993 et 2005, Lionel Froissart écrit des ouvrages consacrés à la saison de Formule 1 qui vient de s'écouler. Il collabore avec le photographe Paul-Henri Cahier :
- Grands Prix 2005 : Une saison de Formule 1, photos de Paul-Henri Cahier, préface de René Arnoux, collection C-LEVY, Calmann-Lévy, 2005  (ISBN 2-7021-3613-3), 127 pages
- Grands Prix 2004 : Une saison de Formule 1, photos de Paul-Henri Cahier, collection C-LEVY, Calmann-Lévy, 2004  (ISBN 2-7021-3486-6), 127 pages
- Formule 1 : Grands Prix 2003 : Chroniques de bord de piste, Calmann-Lévy, 2003  (ISBN 2-7021-3388-6), 144 pages
- Formule 1 : Grands Prix 2002 : Chroniques de bord de piste, collection Années du sport, Calmann-Lévy, 2002  (ISBN 2-7021-3313-4), 144 pages
- Formule 1 : Grands Prix 2001 : Chroniques de bord de piste, collection Années du sport, Calmann-Lévy, 2001  (ISBN 2-7021-3226-X)
- Formule 1 : Grands Prix 2000 : Chroniques de bord de piste, collection Années du sport, Calmann-Lévy, 2000  (ISBN 2-7021-3141-7), 144 pages
- Formule 1 : Grands Prix 1999 : Chroniques de bord de piste, collection Années du sport, Calmann-Lévy, 1999  (ISBN 2-7021-3005-4), 140 pages
- Formule 1 : Grands Prix 1998 : Chroniques de bord de piste, collection Années du sport, Calmann-Lévy, 1998  (ISBN 2-7021-2893-9)
- Formule 1 : Grands Prix 1997 : Chroniques de bord de piste, collection Années du sport, Calmann-Lévy, 1997  (ISBN 2-7021-2779-7)
- Formule 1 : Grands Prix 1996 : Chroniques de bord de piste, collection Années du sport, Calmann-Lévy, 1996  (ISBN 2-7021-2639-1)
- Formule 1 : Grands Prix 1995 : Chroniques de bord de piste, collection Années du sport, Calmann-Lévy, 1995  (ISBN 2-7021-2510-7)
- Formule 1 : Grands Prix 1994 : Chroniques de bord de piste, collection Années du sport, Calmann-Lévy, 1994  (ISBN 2-7021-2337-6)
- Formule 1 : Grands Prix 1993 : Chroniques de bord de piste, collection Années du sport, Calmann-Lévy, 1993  (ISBN 2-7021-2247-7)